# ISO 3166-2:VC
ISO 3166-2:VC – kody ISO 3166-2 dla Saint Vincent i Grenadyn.
Kody ISO 3166-2 to część standardu ISO 3166 publikowanego przez Międzynarodową Organizację Normalizacyjną. Kody te są przypisywane głównym jednostkom podziału administracyjnego, takim jak np. województwa czy stany, każdego kraju posiadającego kod w standardzie ISO 3166-1.
Aktualnie (2018) dla Saint Vincent i Grenadyn zdefiniowano kody dla 6 parafii.
Pierwsza część oznaczenia to kod Saint Vincent i Grenadyn zgodnie z ISO 3166-1, natomiast druga część oznaczenia znajdująca się po myślniku to dwucyfrowy kod jednostki administracyjnej.

## Kody ISO
| Kod ISO | Nazwa jednostki administracyjnej | Rodzaj jednostki administracyjnej |
| ------- | -------------------------------- | --------------------------------- |
| VC-01   | Charlotte                        | parafia                           |
| VC-02   | Saint Andrew                     | parafia                           |
| VC-03   | Saint David                      | parafia                           |
| VC-04   | Saint George                     | parafia                           |
| VC-05   | Saint Patrick                    | parafia                           |
| VC-06   | Grenadyny                        | parafia                           |